# Gabiria
Pour les articles homonymes, voir Fernando Gaviria.
Gabiria en basque ou Gaviria en espagnol est une commune du Guipuscoa dans la communauté autonome du Pays basque en Espagne.
Par la résolution du 15 juin 1981, de la vice-conseillerie de l'administration locale, publiée dans le BOPV du 20 juin de la même année, on changea le nom officiel de la municipalité de Gaviria en Gabiria.

### Sources
- (es) Cet article est partiellement ou en totalité issu de l’article de Wikipédia en espagnol intitulé « Gaviria » (voir la liste des auteurs).